# Francesco Serdonati
Francesco Serdonati, né en 1540 à Lemole, dans la campagne florentine, et mort peut-être en 1602 à Rome, est un grammairien italien.

## Biographie
Francesco Serdonati naît le 7 janvier 1540 à Lemole, dans la campagne florentine. On ne sait presque rien de sa personne. Les notices que Gaddi, Poccianti, Cinelli et Negri en ont publiées sont incomplètes ; et ce qu'on doit regretter le plus, c'est que son nom ait échappé à Tiraboschi, historien si exact de la littérature italienne. Nous savons qu'en 1583, il tient une école publique de grammaire et d'humanité à Florence. Il écrit sur toutes sortes de connaissances humaines. Il laisse plusieurs de ses propres œuvres ainsi que de nombreuses traductions d'autres auteurs. Il semble que vers 1602, il s'installe à Rome et y meurt.

## Œuvres
- I tre libri dell’ira, traduit du latin de Sénèque, Padoue, 1569, in-4° ;
- De' fatti d'arme de' Romani, libri tre, Venise, Giordan Ziletti, e compagni, 1572 (lire en ligne) ;
- Storie dell’Indie orientali, traduit du latin du P. Maffei, jésuite, Florence et Venise, 1589, in-4° ; Les académiciens de la Crusca citent la traduction de Serdonati comme texte de langue. Elle fut imprimée chez les Juntes, à Florence, en 1589, in-4° ; à Bergame en 1749, et plusieurs fois ailleurs. Cette traduction fait aussi partie des classiques italiens imprimés à Milan en 1806[2] ;
- Orazione funerale delle lodi di Giuliano de' Ricasoli. Florence, 1590, in-4° ;
- Orazione funerale delle lodi di Francesco Orsino, ibid., 1593, in-4° ;
- Della varia dottrina, traduit du latin de Galeotto Marzio, de Narni, ibid., 1615 (1595), in-8°[3] ;
- Storia di Genova, traduit du latin de Foglietta, Gênes, 1597, in-fol. ;
- Esortazione alla republica di Venezia, traduit du latin du cardinal Baronio, Rome, 1606, in-8°.
- De' vantaggi da pigliarsi da’ capitani di guerra contro i nemici superiori di cavalleria, ibid., 1608, in-4° ;
- Ordine di leggere gli scrittori della storia romana, traduit du latin de Pietro degli Angeli da Barga (le Bargeo). imprimé avec la traduction italienne de Suétone, par Paolo Del Rosso, Florence, 1611, in-8°.
- Origine de' proverbi fiorentini, manuscrit conservé à la Bibliothèque Barberini, d’où le cardinal Léopold de Médicis tira une copie pour en faire présent aux académiciens de la Crusca. Ce dernier exemplaire en 4 volumes est dans la Bibliothèque des Médicis à Florence.
- Serdonati composa des suppléments pour les Vies des hommes et des femmes illustres, de Boccace, qui furent imprimés à la suite des traductions italiennes de ces ouvrages, Florence, 1596 et 1598, in-8°.
- Vita e fatti d'Innocenzo VIII., papa CCXVI., publiée posthume en 1829 (lire en ligne)[4].
- Costumi de' turchi e modo di guerreggiarli, publiée posthume en 1853 (lire en ligne)[4].